# Jérôme Schuster
Pour les articles homonymes, voir Schuster.
Pas d'image ? Cliquez ici

a Compétitions nationales et continentales officielles uniquement.

b Matchs officiels uniquement.
Dernière mise à jour le 13 janvier 2020.
Jérôme Schuster, né le 29 juin 1985 à Perpignan, est un joueur français de rugby à XV. Il joue au poste de pilier. International français à deux reprises en 2010, il effectue une grande partie de sa carrière au sein de l'USA Perpignan avant de jouer une saison au sein du club anglais de Leicester. Il revient en France, au sein du  Tarbes Pyrénées avant de signer en faveur de l'Aviron bayonnais.

## Biographie
Il est le cousin de Nicolas Mas, également pilier international de rugby à XV (85 sélections).
Jérôme Schuster a honoré sa première sélection internationale avec l'équipe de France le samedi 13 novembre 2010 à Nantes contre l'équipe des Fidji.
Initialement annoncé à Narbonne, il signe en mai 2016 un contrat de deux ans en faveur de l'Aviron bayonnais.

## Palmarès

### En club

#### Avec l’USA Perpignan
- Coupe Frantz Reichel :
  - Champion (1) : 2005
- Championnat de France : 
  - Champion (1) : 2009

### En équipe nationale
(au 22/06/12).
- 2 sélections en équipe de France depuis 2010.
- 0 point.
- Sélections par année : 2 en 2010 ( Fidji, Australie).

## Statistiques

### En club
| Saison              | Club                | Compétition           | Matchs | Points | Essais | Transf. | Drops | Pénal. | Cartons jaunes | Cartons rouges |
| ------------------- | ------------------- | --------------------- | ------ | ------ | ------ | ------- | ----- | ------ | -------------- | -------------- |
| 2006-2007           | USA Perpignan       | Championnat de France | 1      | 0      | 0      | 0       | 0     | 0      | 0              | 0              |
| 2007-2008           | USA Perpignan       | Championnat de France | 1      | 0      | 0      | 0       | 0     | 0      | 0              | 0              |
| 2008-2009           | USA Perpignan       | Championnat de France | 12     | 0      | 0      | 0       | 0     | 0      | 0              | 0              |
| 2008-2009           | USA Perpignan       | Coupe d'Europe        | 1      | 0      | 0      | 0       | 0     | 0      | 0              | 0              |
| 2009-2010           | USA Perpignan       | Championnat de France | 22     | 0      | 0      | 0       | 0     | 0      | 1              | 0              |
| 2009-2010           | USA Perpignan       | Coupe d'Europe        | 5      | 0      | 0      | 0       | 0     | 0      | 1              | 0              |
| 2010-2011           | USA Perpignan       | Championnat de France | 22     | 5      | 1      | 0       | 0     | 0      | 0              | 0              |
| 2010-2011           | USA Perpignan       | Coupe d'Europe        | 5      | 0      | 0      | 0       | 0     | 0      | 0              | 0              |
| 2011-2012           | USA Perpignan       | Championnat de France | 22     | 0      | 0      | 0       | 0     | 0      | 0              | 0              |
| 2011-2012           | USA Perpignan       | Amlin Challenge Cup   | 5      | 0      | 0      | 0       | 0     | 0      | 0              | 0              |
| Total USA Perpignan | Total USA Perpignan | Total USA Perpignan   | 96     | 5      | 1      | 0       | 0     | 0      | 2              | 0              |